# La 25ª ora (film 1967)
La 25ª ora (La Vingt-cinquième heure) è un film del 1967 diretto da Henri Verneuil.

## Trama
Fine anni trenta, un piccolo paesino della campagna rumena. Il capitano della polizia Dobresco, vistosi rifiutato da Suzanne decide di fare sparire il marito Johann con la falsa accusa di essere un ebreo.
L'uomo viene subito internato in un campo di concentramento dove i suoi reclami non vengono mai presi in considerazione ma dove si adatta nonostante le pesanti condizioni di lavoro.
Con l'infuriare della guerra gli eventi drammatici si susseguono e Johann, che si ritrova in un altro campo di concentramento, finisce per collaborare con i nazisti, viene anche fotografato con una uniforme delle SS.
La situazione cambia, i sovietici avanzano e arrivano nel villaggio rumeno dove uccidono Dobresco e violentano Suzanne mentre Johann finisce arrestato dalle forze Alleate che lo dovranno poi processare assieme ad altri criminali di guerra.
Grazie ad un volenteroso avvocato la vera storia di Johann viene alla luce e l'uomo viene finalmente liberato e può riunirsi alla sua famiglia. L'incontro è molto difficile, sono passati 11 anni dalla loro separazione ed entrambi hanno patito troppe sofferenze. Un giornalista insiste affinché i coniugi ricongiunti sorridano per le foto che verranno pubblicate sui giornali ma non sono in grado di farlo. Hanno ormai dimenticato cosa sia la felicità. Tra le lacrime Johann riesce solo a fare una smorfia grottesca.